# アクセル・ローズ
アクセル・ローズ (W. Axl Rose, 本名：William Bruce Rose, 1962年2月6日 - )は、アメリカ合衆国出身のロック・ミュージシャン、シンガーソングライター。
世界的なロックバンド「ガンズ・アンド・ローゼズ」を主宰しボーカリストを務める。身長175cm。
「ローリング・ストーンの選ぶ歴史上最も偉大な100人のシンガー」において第64位。「Q誌の選ぶ歴史上最も偉大な100人のシンガー」において第87位。
"Axl Rose”という芸名は、後のガンズ・アンド・ローゼスのギタリスト、イジー・ストラドリンと組んだ最初のバンドである「A.X.L.」と、実父の名前の「ROSE」に由来する（現在は正式に改名）。
90年代初頭まで全盛を極めたあとは一時休眠状態にあったが、2001年頃より、再びガンズ・アンド・ローゼズとしてツアーを行ったり、アルバムをリリースしている。

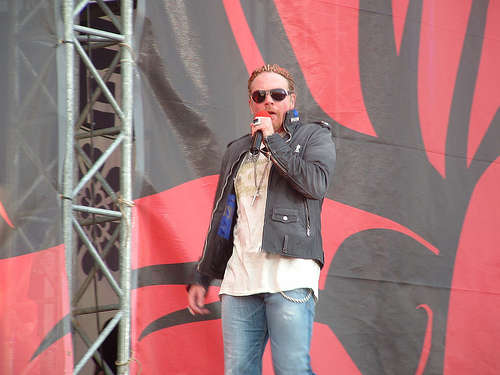
アクセル・ローズ（2006年6月11日）

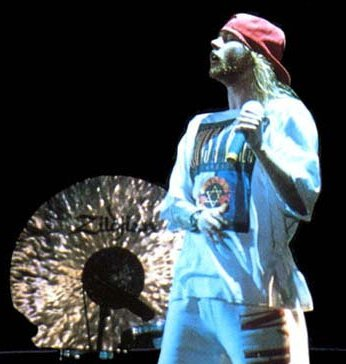
イスラエルでライブ中のアクセル・ローズ

## 音楽的特徴
スキャンダラスなイメージが先行しがちだが、ボーカル能力としては変幻自在で、曲に合わせて高音域から低音域まで幅広く使い分けることができる柔軟性を持ち合わせている。ソングライティングは、「ノーヴェンバー・レイン」や「イストレインジド」といった長編バラードを得意とする（「ノーヴェンバー・レイン」は、15歳の時に作曲）。また、コンサートではピアノの演奏も披露する。
最も尊敬するバンドの一つがクイーンで、1992年4月20日にロンドンのウェンブリー・スタジアムで開催されたフレディ・マーキュリー追悼コンサートに出演している。1988年初来日時のBURRN!誌のインタビューにおける「死んだときに棺桶の中に入れてほしいレコードは?」という質問に対して、「アルバム全体の良さと、自分にとっていろいろな意味を持っている」作品として『クイーン II』と答えている。また、パンクから受けた影響も大きく、「もし無人島に持っていくレコードを選べと言われたら、セックス・ピストルズの『Never Mind The Bollocks』だろうな」と述べている。
エルトン・ジョンと親交があり、前述のフレディ・マーキュリー追悼コンサートでは「ボヘミアン・ラプソディ」をデュエットし、同1992年のMTV Video Music Awardsではガンズ・アンド・ローゼズと「ノーヴェンバー・レイン」で共演した。1994年には、ロックの殿堂入りを果たしたエルトンのプレゼンターを担当している。また、エルトンとの長年の共作者として知られるバーニー・トーピンを一番好きな作詞家にあげている。「ユー・クッド・ビー・マイン」の歌詞における"we've seen that movie too"という一節は、エルトンの楽曲「僕もあの映画をみている (I've Seen That Movie Too)」からの引用であり、「ユー・クッド・ビー・マイン」のクレジットには「Special Thanks to Bernie Taupin and Elton John」と記されている。
歌は、聖歌隊で習った、と友人らに話している。
元々はバリトンの普通の声で歌っていたが、ある時アクセルがシャワーを浴びながらナザレスの「ヘアー・オブ・ザ・ドッグ」を甲高い声で歌っているのをイジーと友人が聞きつけ、その特徴的な声で歌うように要請、これが特徴的な高音の始まりとなった。

## 来歴
RAPID FIRE

1984年1月 ROSE
1984年春 HOLLYWOOD ROSE

1984年10月-11月 L.A. GUNS

1985年1月 HOLLYWOOD ROSE　（NEW)

1985年4月 GUNS AND ROSES
1984年インディアナからL.A.にヒッチハイクで移住。当時はビル・ベイリーと名乗っていた。ホームレス状態でバンド活動を続けていた。働いていたビデオ店（タワー・ビデオ）の階段下がねぐらだったり、彼女や友人の彼女、スラッシュの実家などを転々とした。バンドメンバーも極貧状態で、1985年にガンズ・アンド・ローゼズのオリジナルメンバーで行った自主ツアーでは、移動はヒッチハイク、食料は道の脇の畑で野菜を盗んで食べるなどして飢えをしのいでいた。ガンズ・アンド・ローゼズを結成してからは快進撃で、わずか数年の間にスターダムへと駆け上がった。
2016年、北米ツアー中のAC/DCが、リードシンガーであるブライアン・ジョンソンの聴力の問題により3月～4月に予定されていた公演をキャンセル。アクセルは、5月～6月のヨーロッパツアーと8月～9月の北米ツアー（先述キャンセル分の延期公演）において、ブライアンの代役としてAC/DCのリードシンガーを務めた。これは、ガンズ・アンド・ローゼズの「Not In This Lifetime...」ワールドツアー（4月、6月～8月、10月～）の合間を縫って行われた。

## タトゥー
右腕

上　AXL ROSE

中　デビュー前に付き合っていたモニークという女性

下　ガンズ・アンド・ローゼズのクロス

左腕

上　ROCKER（3度ほど改造）

下　VICTORY OR DEATH（AXLの座右の銘ともなっている）

## エピソード
アルバム「GN'Rライズ」収録の楽曲「One in a Million」で黒人を侮辱する単語と同性愛者を侮辱する単語を用いたことで批判を受けた。アクセルは後に謝罪した。
かなりの遅刻魔。開演時間に数時間遅れて登場することはざらで、開演直前になってキャンセルしたことも。ゲフィンとのデビュー契約時も、「コンタクトレンズが見つからない」という理由で、相手の経営陣を2時間も待たせた。最新アルバム『チャイニーズ・デモクラシー』の製作にも14年という年月を要している。
2008年11月23日に発売されたガンズ・アンド・ローゼズのアルバム『チャイニーズ・デモクラシー』の売り上げが、当初の予想よりも期待外れであること（アクセルによるプロモーション活動が十分でなかったとの噂）を米国のザ・サン紙へ問われた際、モトリー・クルーのヴィンスは、「あんなに長い年月を掛けてレコーディングしたにも関わらず期待ハズレだったなんて、クレイジーにも程がある。また、このアルバムのツアーはキャンセルだろ？俺のダチ（DJアシュバ）が、奴のためにギターを演奏しに行って約3ヶ月もリハーサルをしたというのにも関わらず、アクセルの奴は1度も現れなかったらしいな。ルールその1、姿を見せろ！」とアクセルのレコーディングに対する態度を痛烈に批判し、「こんなことをし続けていたら、ファンがどんどん去って行く。奴（アクセル）はずっとこんな状態だ。それでも付いてきているファンだって“いい加減にしろ！もうやってられねーよ！”って、心では思っていると思うぜ。肝心のバンドのライブを見られないなら、ファンではいられないぜ」とも語っている。

## 新生ガンズ・アンド・ローゼズとして
ガンズ・アンド・ローゼズのオリジナル・メンバーとしては、最後の一人。最近では性格も落ち着いてきたのか、彼の家で開かれたハロウィン・パーティの夜に、子ども達を驚かすところを目撃されている。しかし、2006年にはニューヨークで友人(ロザリオ・ドーソン)の27歳の誕生パーティに出席したアクセルは有名デザイナーのトミー・ヒルフィガーと殴り合いの乱闘を繰り広げた。原因はトミーのガールフレンドの飲み物が落ちそうだったため、アクセルがコップの位置を変えたところ、トミーが言いがかりをつけてきたために乱闘となった。また、同年の6月27日にはスウェーデンのストックホルムのホテルにてセキュリティ・ガードの足に噛み付き、ロビーの鏡を割り逮捕された（4万クローナ(約64万円)の罰金を払って釈放、足を噛まれた警備員には1万クローナ(約16万円)を払った）。
元スキッド・ロウのセバスチャン・バックと親交があり、2006年のツアーに彼を帯同。声がでなくなったクライマックスにヴォーカルを代わってもらうなどした。バックのアルバム『エンジェル・ダウン』でゲスト参加もしている。
90年代のGN'R全盛期には、ショーがたった40分で終わるなどということもあったが、2009年の来日公演では、大阪・東京の両公演で3時間を超えるコンサートを披露。